# Meritxell Batet
Meritxell Batet Lamaña (Barcelona, 19 de marzo de 1973) es una jurista y política española, profesora de Derecho Constitucional de la Universidad Pompeu Fabra y viceprimera secretaria del Partido de los Socialistas de Cataluña. Ha sido presidenta del Congreso de los Diputados durante la xiii y xiv legislaturas y ministra del Gobierno de España.
Batet ha formado parte del equipo de confianza del líder socialista, Pedro Sánchez, desde 2014, cuando este asumió la Secretaría General del PSOE. Esto le permitió tener una gran presencia en la política nacional cuando Sánchez alcanzó la presidencia del Gobierno, primero como ministra de Política Territorial y Función Pública (2018-2019) durante su primer gobierno, y posteriormente como presidenta del Congreso de los Diputados entre 2019 y 2023.
También, ha sido diputada por Barcelona entre la viii y la xv legislaturas, con la excepción de la XI legislatura, cuando fue diputada por Madrid. El 19 de diciembre de 2021 fue nombrada nueva viceprimera secretaria de Mejora del Autogobierno y Programa en la nueva ejecutiva del PSC de Salvador Illa.

## Biografía

### Trayectoria académica
Estudió en la Escola Gravi de Barcelona y accedió a la universidad con el apoyo de becas. En 1995 se licenció en Derecho en la Universidad Pompeu Fabra donde realizó también cursos de doctorado con la presentación de la tesina Participación, deliberación y transparencia en las instituciones y órganos de la Unión Europea. En 1998 realizó el posgrado en Derecho inmobiliario y urbanístico en IDEC. En 2013 presentó el proyecto de tesis doctoral que lleva por título El principio de subsidiariedad en España.
De 1995 a 1998 fue profesora de Derecho Administrativo en la Universidad Pompeu Fabra y actualmente es profesora asociada de Derecho Constitucional.
En 2007 obtuvo una beca German Marshall para mantener una estancia en Estados Unidos.

### Trayectoria política
Su primera toma de contacto con la política fue durante su época de estudiante. Explica en sus entrevistas que cuando en la universidad obtuvo una beca de la Generalitat para estudiar el doctorado su director de tesis, Josep Mir, le comentó que Narcís Serra, entonces primer secretario del PSC, buscaba a alguien para coordinar su secretaría que no fuera militante del partido sino independiente. Colaboró con él durante dos años.
De 2001 a 2004 dirigió la Fundación Carles Pi i Sunyer de Estudios Autonómicos y Locales.
En 2004 concurrió como independiente en el noveno puesto de la lista por Barcelona del Partido de los Socialistas de Cataluña para el Congreso de los Diputados encabezada por José Montilla y fue elegida diputada por Barcelona. 
En 2008 se afilió al PSC donde milita en la agrupación de Gracia de la Federación de Barcelona.
En las elecciones generales de 2008 ocupó el puesto once de la lista por Barcelona y renovó su escaño al igual que en las generales de 2011 a las que concurrió en el puesto número ocho.
En febrero de 2013 rompió la disciplina de voto del Grupo Socialista junto con otros diputados del PSC al votar en el Congreso de los Diputados a favor de sendas iniciativas presentadas por CiU y La Izquierda Plural (IU-ICV/EUiA-CHA) para permitir la realización de un referéndum en Cataluña sobre su futura relación con el resto de España. El grupo socialista multó con 600 euros a cada uno de los diputados indisciplinados.
En julio de 2014 fue nombrada secretaria de Estudios y Programas en la Comisión Ejecutiva Federal del PSOE asumiendo su primer cargo orgánico.
En las elecciones generales de 2015 fue la número dos de la lista del PSOE por Madrid a pesar de ser militante del PSC en tándem con el secretario general Pedro Sánchez. Además de coordinar el programa electoral para las generales, Sánchez le encargó la coordinación del equipo de expertos que perfila su propuesta de reforma de la Constitución.
En febrero de 2016 fue una de las personas elegidas por Sánchez para la negociación con otras fuerzas políticas en el intento de configurar una alianza de gobierno alternativa al PP.
En abril de 2016 aceptó encabezar la lista del PSC por Barcelona en las elecciones generales convocadas para el mes de junio, tras la renuncia de Carme Chacón a volver a ser candidata.
En mayo de 2016 se confirmó que Batet sería candidata sin primarias tras la renuncia de Carles Martí a plantear una candidatura alternativa.

### Ministra de Política Territorial y Función Pública

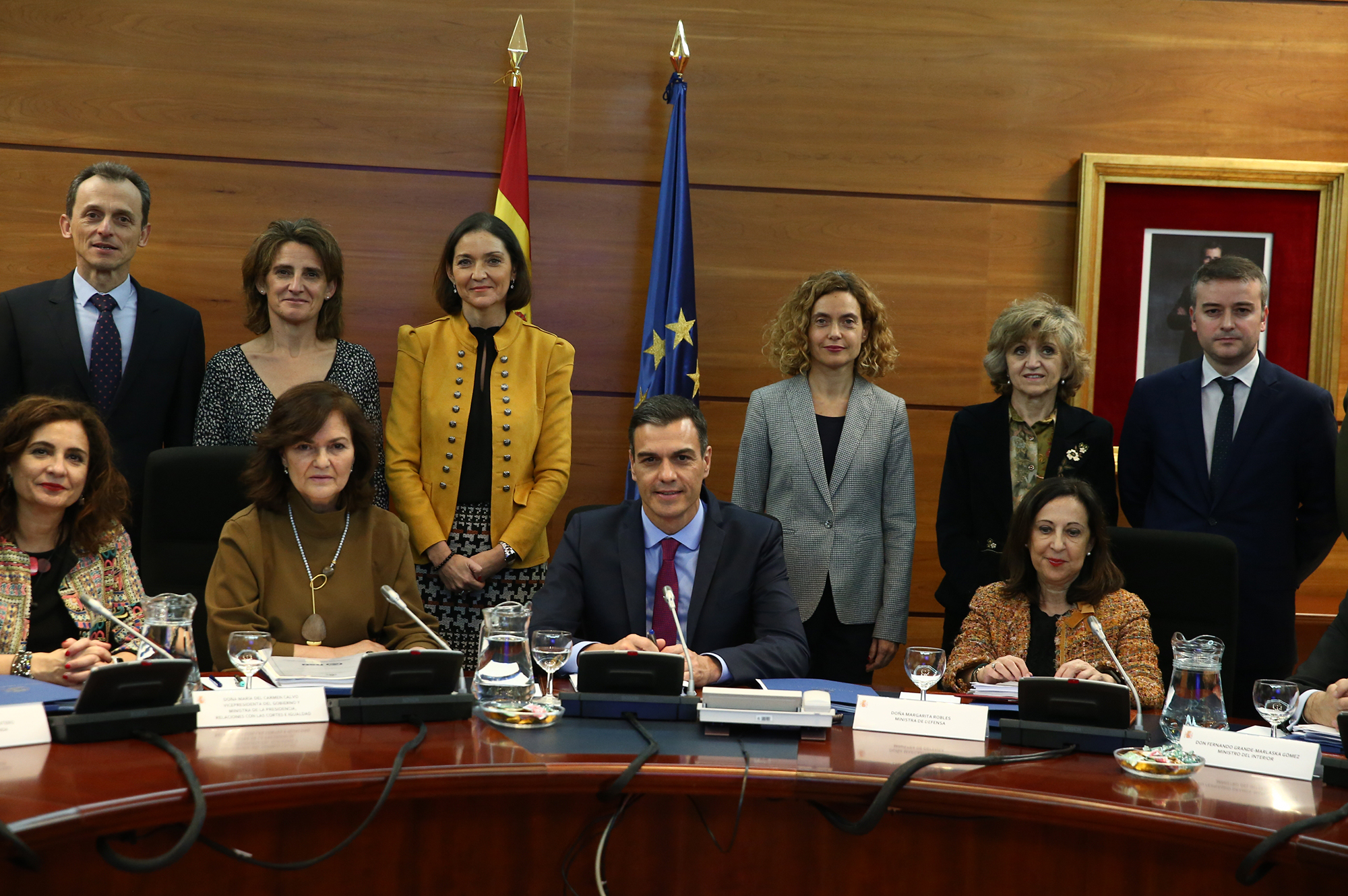
Mientras fue ministra, Batet formó parte del Consejo de Seguridad Nacional.

Batet fue elegida por Pedro Sánchez para formar parte de nuevo gobierno que éste formó, tras la moción de censura que el PSOE presentó contra el anterior gobierno de Mariano Rajoy (PP) y que fue aprobada por el Congreso de los Diputados el 1 de junio de 2018. Batet ocuparía la cartera de Administraciones Públicas, entonces denominada «de Política Territorial y Función Pública».
Dimitió del cargo en mayo de 2019, con el objetivo de ser elegida presidenta del Congreso de los Diputados. Fue reemplazada interinamente por el ministro de Agricultura, Luis Planas, hasta el nombramiento de Carolina Darias como titular en enero de 2020.

### Presidenta del Congreso de los Diputados
Incluida como cabeza de lista del PSC-PSOE de cara a las elecciones al Congreso de los Diputados por Barcelona del 28 de abril de 2019, resultó elegida como diputada. El 21 de mayo de 2019, día de constitución de la xiii legislatura de las Cortes Generales, el Pleno del Congreso de los Diputados la eligió presidenta de la Cámara en segunda votación con una mayoría simple de 175 votos a favor.

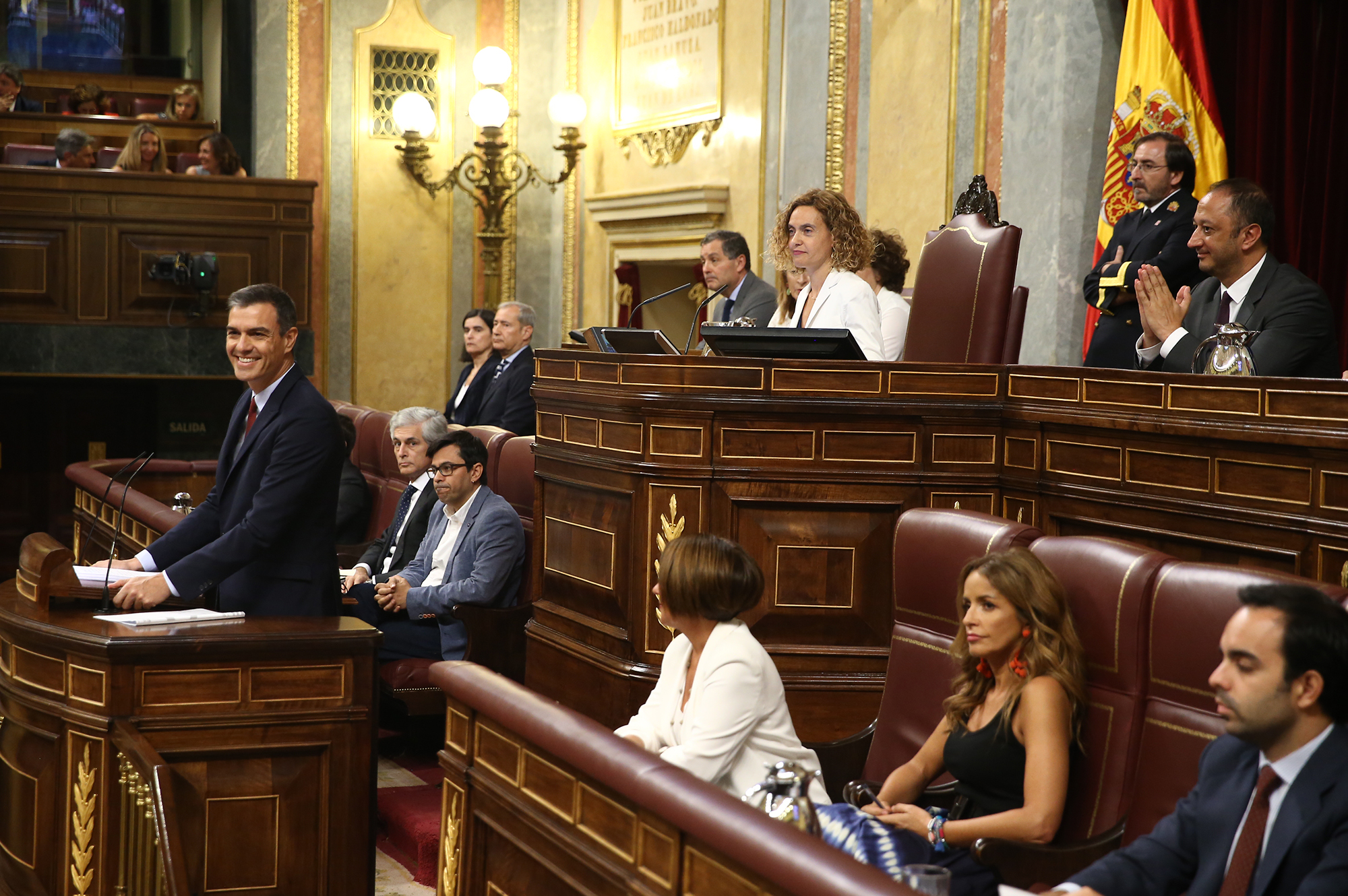
Meritxell Batet presidiendo la sesión de investidura de Pedro Sánchez en julio de 2019.

Tras la disolución de las Cortes por la imposibilidad de elegir un jefe de Gobierno, repitió como primera de la lista del PSC-PSOE por la provincia de Barcelona de cara a las elecciones generales del 10 de noviembre de 2019, resultando elegida como diputada. El 3 de diciembre de 2019, día de constitución de la xiv legislatura, el Pleno del Congreso de los Diputados la reeligió presidenta en segunda votación con 166 votos a favor.
Durante su segundo mandato, destaca la polémica por el cierre temporal de las Cortes Generales a raíz de la pandemia de COVID-19. Este hecho fue recurrido ante el Tribunal Constitucional por el partido político Vox, resolviendo el Alto Tribunal por 6 votos a 4 en favor de las alegaciones de esta formación al considerar que, el cierre del poder legislativo, «hizo cesar temporalmente la tramitación de iniciativas parlamentarias de los recurrentes, lesionando su derecho de participación política» y que un estado de alarma «no puede en ningún caso interrumpir el funcionamiento de ninguno de los poderes constitucionales del Estado». Batet mostró «absoluto respeto» a la sentencia al tiempo que defendió la decisión puesto que se hizo «días después de que otros órganos constitucionales, entre ellos el propio Tribunal Constitucional, tomaran decisiones similares», la medida fue «limitada en el tiempo» y el Congreso «siguió reuniéndose sin que se produjera la interrupción de su funcionamiento», gracias a la introducción de medios telemáticos.
Asimismo, existió otra relevante polémica en torno al diputado Alberto Rodríguez Rodríguez, el cual fue condenado en octubre de 2021 por atentado a la autoridad tras agredir a un policía en 2014. La polémica se generó cuando, tras ordenarlo el Tribunal Supremo, la presidenta le retiró el escaño, algo que no gustó a su grupo político, Unidas Podemos, que dejó el escaño libre el resto de la legislatura. En 2024, el Tribunal Constitucional dio la razón a Rodríguez, argumentando que la condena a prisión era excesiva y, por lo tanto, nunca trendrían que haberle retirado el escaño.
Por último, en 2023 se creó una nueva distinción en la Cámara Baja, la Medalla del Congreso de los Diputados, destinada a honrar a los presidentes del Congreso y a otras personas que hayan actuado en favor de la Cámara y el parlamentarismo.
Tras la disolución anticipada de las Cortes, Batet repitió como cabeza de lista socialista por la circunscripción de Barcelona, siendo electa diputada nacional para la xv legislatura. El 8 de agosto de 2023 el PSOE anunció el deseo de Batet de no presentarse a la reelección como presidenta de la Cámara Baja.
El 6 de septiembre de 2023 renunció a su acta de diputada a Cortes y abandonó la primera línea política, manteniendo su actividad a nivel de partido. En este sentido, en marzo del año siguiente fue elegida presidenta del Consejo Nacional del PSC en el XV Congreso del partido.

### Carrera profesional posterior
En abril de 2025 se anunció su incorporación como consejera independiente de la multinacional española de alimentación Ebro Foods, compañía cotizada en bolsa con un 10,36 % de su capital en manos de la Sociedad Estatal de Participaciones Industriales (SEPI).

## Vida personal
En agosto de 2005 se casó en la localidad cántabra de Santillana del Mar con el diputado por Cantabria del Partido Popular, José María Lassalle (1966), con quien tiene dos hijas mellizas, Adriana y Valeria, nacidas el 24 de septiembre de 2013 en la maternidad de O'Donnell del hospital Gregorio Marañón de Madrid. Se divorciaron en mayo de 2016.
Ha estudiado danza clásica y contemporánea, una de sus pasiones, ha explicado en alguna de sus entrevistas más personales.

## Publicaciones
- E. Niubó, M. Batet, J. Majó , Europa, Federalisme, Socialdemocràcia XXI, Fundació Rafael Campalans, Barcelona, 2012.
- L’esperança cívica d’Europa. Reflexions sobre el paper de la ciutadania a partir de la nova Constitució Europea. Publicado en FRC Revista de Debat Polític, primavera 10, 2005.
- Indicadores de gestión de servicios públicos locales. Document Pi i Sunyer número 25, Fundació Carles Pi i Sunyer, Barcelona 2004
- Indicadors de gestió de serveis públics locals: una iniciativa des de Catalunya. En Evaluación y control de políticas públicas. Indicadores de gestión. Ayuntamiento de Gijón, 2002.

## Distinciones y condecoraciones
- Gran Cruz de la Orden del Mérito de la República Italiana (2021).[cita requerida]
- Gran Cruz de la Real Orden de Carlos III (2021)[37]
- Medalla del Congreso de los Diputados (2023)[38]